# Saint-Christophe-en-Bourbonnais
Saint-Christophe-en-Bourbonnais (vor 2023 Saint-Christophe) ist eine französische Gemeinde mit 431 Einwohnern (Stand: 1. Januar 2022) im Département Allier in der Region Auvergne-Rhône-Alpes.  Sie gehört zum Arrondissement Vichy und zum Kanton Lapalisse. 

## Geographie
Saint-Christophe-en-Bourbonnais liegt etwa zwölf Kilometer ostnordöstlich von Vichy. Nachbargemeinden von Saint-Christophe-en-Bourbonnais sind Billezois im Norden, Saint-Prix im Nordosten, Le Breuil im Osten und Nordosten, Isserpent im Osten, Molles im Süden sowie Saint-Étienne-de-Vicq im Westen.

## Bevölkerungsentwicklung
| Jahr                       | 1962 | 1968 | 1975 | 1982 | 1990 | 1999 | 2006 | 2011 | 2016 | 2019 |
| Einwohner                  | 657  | 589  | 489  | 480  | 475  | 481  | 456  | 522  | 479  | 441  |
| Quellen: Cassini und INSEE |      |      |      |      |      |      |      |      |      |      |

## Sehenswürdigkeiten
- Kirche Saint-Christophe aus dem 19. Jahrhundert
- Kirche von La Bruyère aus dem 19. Jahrhundert

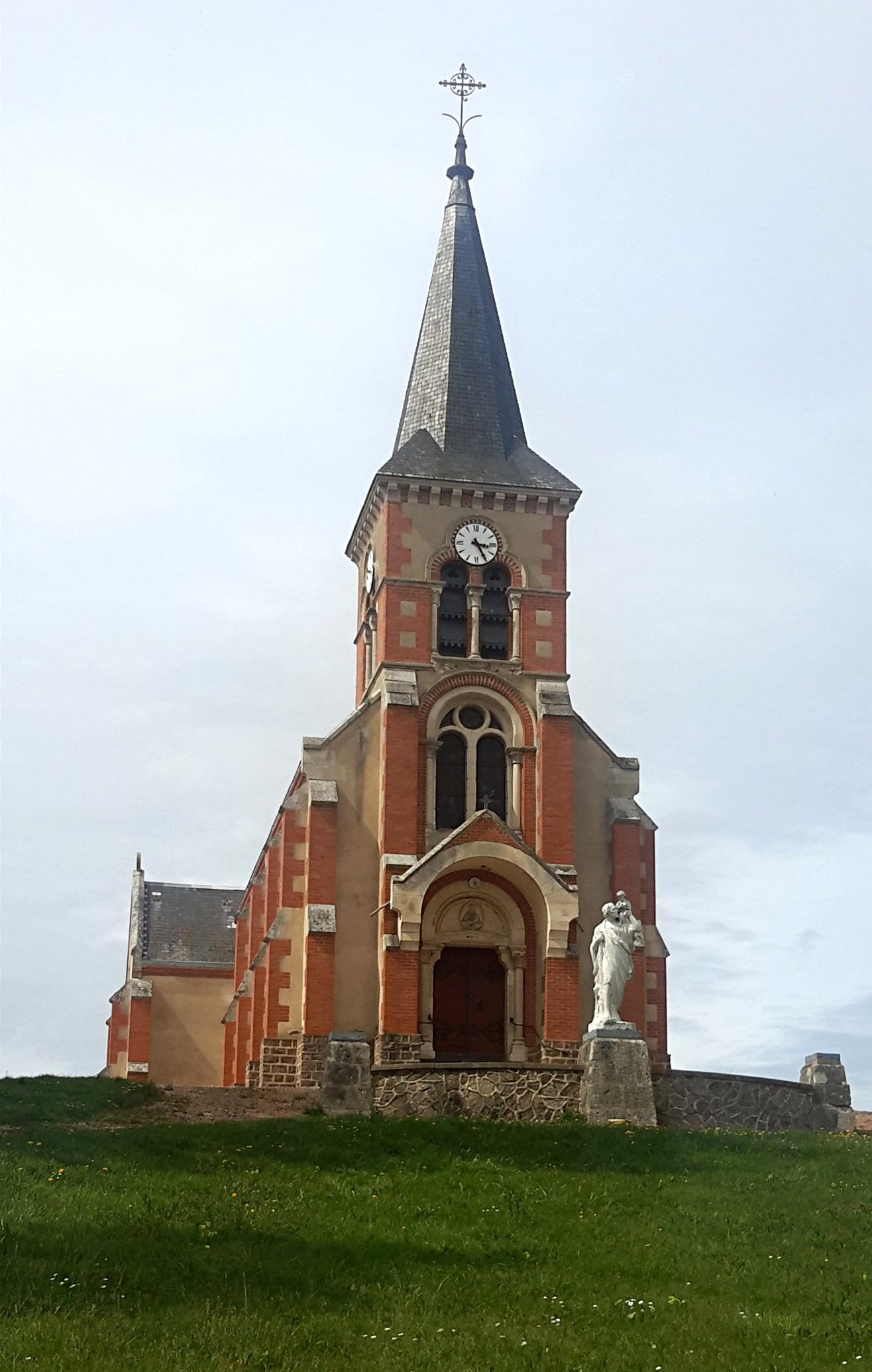
Kirche Saint-Christophe